# Myrtophylus
Myrtophylus is een geslacht van wantsen uit de familie van de Miridae (Blindwantsen). Het geslacht werd voor het eerst wetenschappelijk beschreven door Schuh & Schwartz in 2016.

## Soorten
Het genus bevat de volgende soorten:

- Myrtophylus calytrix Schuh & Schwartz, 2016
- Myrtophylus melaleuci Schuh & Schwartz, 2016
- Myrtophylus micromyrti Schuh & Schwartz, 2016